# Marika Bianchini
Marika Bianchini (née le 23 avril 1993  à Bagno a Ripoli) est une joueuse italienne de volley-ball. Elle mesure 1,78 m et joue au poste de réceptionneuse-attaquante. 

## Clubs
| Club                 | Pays   | De           | À         |
| -------------------- | ------ | ------------ | --------- |
| Club Italia          | Italie | 2009-2010    | 2009-2010 |
| Villa Cortese        | Italie | janvier 2011 | mai 2011  |
| Azzurra San Casciano | Italie | 2011-2012    | 2012-2013 |
| Busto Arsizio        | Italie | 2013-2014    | …         |

## Palmarès
- Championnat d'Europe des moins de 20 ans
  - Vainqueur : 2010.
- Championnat du monde des moins de 20 ans
  - Vainqueur : 2011.